# Herbert Waas
Herbert Waas (* 8. September 1963 in Passau) ist ein ehemaliger deutscher Fußballspieler. Er verbrachte seine Karriere im Herrenbereich von 1981 bis 1995 hauptsächlich in Deutschland; mit Unterbrechungen durch Engagements beim FC Bologna in Italien und dem FC Zürich in der Schweiz. Zwischen 1983 und 1988 spielte er elfmal für die deutsche Nationalmannschaft.

## Sportliche Laufbahn

### Vereinskarriere
Seine Profikarriere begann 1981 beim TSV 1860 München in der 2. Bundesliga. Er erzielte dort in seiner ersten und einzigen Saison in 35 Spielen elf Tore und bot sich für eine Karriere im Fußballoberhaus an.
Von 1982 bis 1990 spielte Waas für Bayer 04 Leverkusen. 1988 gewann der Stürmer mit den Rheinländern den UEFA-Pokal. Im Final-Rückspiel gegen Espanyol Barcelona gehörte er im entscheidenden Elfmeterschießen zu den Torschützen. Nach der Station bei Bayer 04 stand der Angreifer beim FC Bologna unter Vertrag. Zu Beginn der Saison 1991/92 gab ihn Bologna leihweise an den Hamburger SV ab. Eine Weiterverpflichtung durch den HSV scheiterte an der Ablöseforderung Bolognas, zum italienischen Verein kehrte er nicht zurück. Waas war mehrere Monate vereinslos, nahm aber weiterhin beim HSV an den Übungseinheiten teil. Mitte Oktober 1992 erhielt er vom FC Zürich einen leistungsbezogenen Vertrag. Zum Abschluss seiner Laufbahn spielte er beim 1. FC Dynamo Dresden.
In der höchsten deutschen Spielklasse, der Bundesliga, erzielte Waas 74 Tore in 247 Spielen. Im Schweizer Fußball konnte der gebürtige Passauer 19 Treffer, davon 15 in der Nationalliga A, für sich verbuchen.

### Auswahleinsätze
Zwischen 1983 und 1988 kam Waas auf elf A-Länderspiele mit fünf Startelfeinsätzen und sechs Einwechselungen. Sein einziger Treffer gelang ihm am 15. Oktober 1986 beim 2:2-Remis gegen Spanien in Hannover. Für die Olympia-Auswahlmannschaft bestritt die Offensivkraft 1983 gegen Israel ihr einziges Spiel und erzielte beim 2:0-Sieg ein Tor.

## Privatleben
Waas lebt mit seiner Lebensgefährtin in dem zur Gemeinde Hohenbrunn gehörenden Ortsteil Riemerling im Süden von München. Er ist Vater eines Sohnes. Seinen Lebensunterhalt verdient er durch Börsengeschäfte („Das ist eigentlich mein Beruf und ich kann davon leben.“).